# Bărbătești (Vâlcea)
Bărbăteşti é uma comuna romena localizada no distrito de Vâlcea, na região de Oltênia. A comuna possui uma área de 41.25 km² e sua população era de 3766 habitantes segundo o censo de 2007.